# Château de Berneray
Le château de Berneray (Bernere), entamé au XVe siècle, est situé à deux kilomètres au nord de Saint-Savinien en Charente-Maritime.

## Historique
Ce fief de la seigneurie de la Raimondière fut fortifié à la fin du XVe siècle. C'est à ce moment que furent probablement construites les douves dont on peut observer des traces sur les murs d'enceinte.
Les façades du logis datent pour leur part du XVIIe siècle, à la suite de l'acquisition du château par Jean de Saulières, seigneur de Lescure et de Berneray.
Les constructions subirent d'importants travaux à la fin du XIXe siècle. La partie est du rez-de-chaussée date de cette époque, ainsi que la partie haute de la tour.
La porte « Louis XIII » du bâtiment central est inscrite au titre des monuments historiques par arrêté du 29 novembre 1948.

## Architecture
Les bâtiments forment au carré. Le logement est situé au sud et les dépendances sont au nord. Un pigeonnier est localisé à l'écart.

### Photos

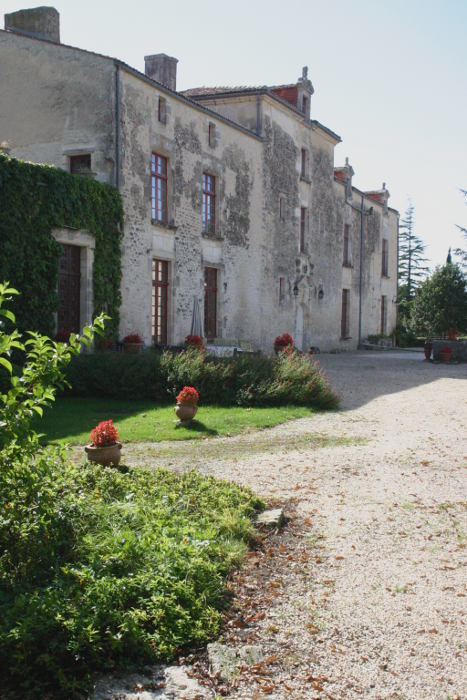
La façade donnant sur la cour
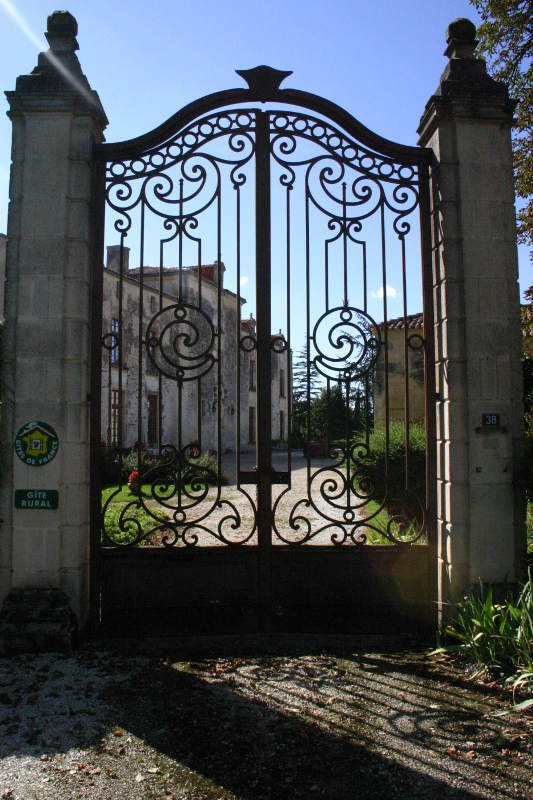
Château de Berneray, le portail
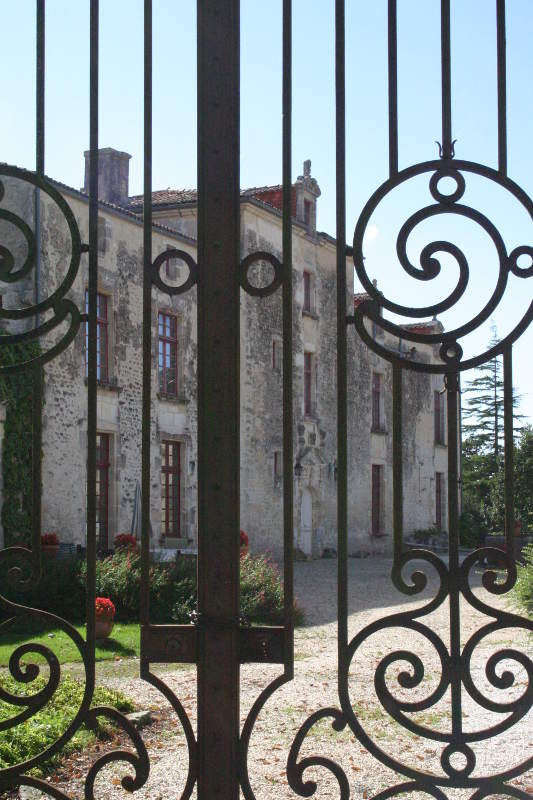
Le corps de logis derrière la grille d'entrée